# Marcus Kann
Marcus Kann (Vienna, 1820 – Vienna, 3 febbraio 1886) è stato uno scacchista austriaco.
Il suo nome, assieme a quello di Horatio Caro, è associato alla difesa Caro-Kann, della quale la rivista Brüderschaft diede un'analisi nel 1886 sulla base di una partita che Marcus Kann aveva giocato nel 4º Congresso della Deutscher Schachbund di Amburgo 1885 contro Jacques Mieses, vincendo in 17 mosse.
Ecco la partita, tratta dal sito "Chessgames.com":
- Jacques Mieses - Marcus Kann, Amburgo 1885, 0-1, su chessgames.com.

Lo sviluppo di questa apertura si deve però principalmente ad Horatio Caro.